# Chogha Golan
Chogha Golan és un jaciment arqueològic del Neolític preceràmic situat als contraforts de les muntanyes Zagros, a l'Iran, a uns 200 m de la riba dreta del riu Konjan Cham.
Situat en una regió semiàrida a uns 30 km al nord de Mehran, Choga Golan és un dels primers jaciments neolítics preceràmics trobats a l'Iran. Els habitants de Chogha Golan depenien principalment de l'explotació de plantes silvestres i de la caça. Chogha Golan destaca per la presència primerenca de pisana domesticat, que data del voltant de 9800 aC. Com a tal, les restes paleobotàniques de Chogha Golan mostren el registre més antic de gestió de plantes a llarg termini a l'Iran.

## Arqueologia
Chogha Golan va ser excavat conjuntament per arqueòlegs de la Universitat de Tubinga i del Centre Iranià de Recerca Arqueològica el 2009 i 2010. El jaciment consisteix en un tell amb una alçada d'uns 7-8 m. Conté 8 m de depòsits culturals. Els arqueòlegs han dividit el jaciment en 11 capes, els «Horitzons Arqueològics I-XI». Les excavacions han tret a la llum sòls de guix pintats de vermell i parets de tova. Al jaciment es van excavar 10 figuretes d'animals d'argila.

## Paleobotànica
Amb més de 100.000 elements botànics carbonitzats analitzats, l'alta densitat de restes de llavors i palla a Chogha Golan és notable en comparació amb jaciments contemporanis i fins i tot posteriors de l'Edat del Bronze. S'han descobert 110 espècies de plantes diferents. El conjunt de plantes està dominat per espècimens de les famílies Poaceae i Fabaceae: ordi silvestre, Egílops, llentilla, Lathyrus i Vicia. A més de la pisana domesticada, es van descobrir al jaciment les varietats silvestres de diversos cultius fundadors del Neolític: ordi, llentilla i pèsol.
L'ordi silvestre es trobava a totes les capes de Chogha Golan, començant per l'Horizont Arqueològic XI. Abans de l'aparició de la pisana domesticada, l'ordi silvestre era el cereal predominant a Chogha Golan, mentre que el blat poques vegades s'hi trobava. Després d'uns 2000 anys, la pisana domesticada apareix per primera vegada a l'Horitzó Arqueològic II i també es troba a l'Horitzó Arqueològic I. Després de l'aparició inicial de la pisana domesticada, es va convertir en el cereal predominant al jaciment.

## Fauna
El conjunt faunístic està dominat per ungulats (principalment ovelles o cabres, però també gaseles, cérvols, porcs i bestiar boví), seguits de peixos. També s'han trobat restes de tortugues, eriçons, guineus vermelles i linx nòrdics.